# Perissus quercus
Perissus quercus är en skalbaggsart som beskrevs av Gardner 1940. Perissus quercus ingår i släktet Perissus och familjen långhorningar.
Artens utbredningsområde är Nepal. Inga underarter finns listade i Catalogue of Life.